# IRUN
Az IRUN (International Research Universities Network, Kutatóegyetemek Nemzetközi Hálózata) a nijmegeni Radboud Egyetem kezdeményezésére jött létre 2007 szeptemberében. A hálózat tíz európai egyetemet fog össze. Célja a részt vevő egyetemek közötti együttműködés kiépítése, diákcsere, kutatói ösztöndíjak, közös kutatások, tudományos konferenciák, közös BA, MA, illetve PhD képzések kidolgozása.

## Tagok
A hálózat alapító tagjai (az alapításuk évével):
- Poitiers-i Egyetem (1431)
- Nijmegeni Radboud Egyetem (1923)
- Krakkói Jagelló Egyetem (1364)
- Pázmány Péter Katolikus Egyetem (1635)
- Glasgow-i Egyetem (1451)
- Duisburg-Esseni Egyetem (1654)
- Münsteri Egyetem (1780)
- Sienai Egyetem (1240)
- Barcelonai Egyetem (1450)

Később csatlakozott tagok (az alapításuk évével):
2011
- Ljubljanai Egyetem (1919)